# Novemail-Histor-Laser Computer
L'equip Novemail-Histor va ser un equip ciclista francès que competí professionalment entre el 1993 i 1994.

## Principals resultats
- Tour del Mediterrani: Charly Mottet (1993)
- Clàssica d'Almeria: Viatxeslav Iekímov (1993)
- Gran Premi de Denain: Marcel Wüst (1993)

### A les grans voltes
- Volta a Espanya
  - 0 participacions

- Tour de França
  - 2 participacions (1993, 1994)
  - 1 victòries d'etapa:
    - 1 el 1993: Wilfried Nelissen

- Giro d'Itàlia
  - 0 participacions

## Composició de l'equip

### 1993
|
| Llista de l'equip 1993                        | Llista de l'equip 1993 | Llista de l'equip 1993     | Llista de l'equip 1993 |
| Ciclista                                      | Data de naixement      | Equip previ                |                        |
| --------------------------------------------- | ---------------------- | -------------------------- | ---------------------- |
| Eddy Bouwmans                                 | 30 de gener de 1968    | Panasonic-Sportlife (1992) |                        |
| Bruno Cornillet                               | 8 de febrer de 1963    | Z (1992)                   |                        |
| Viatxeslav Iekímov                            | 4 de febrer de 1966    | Panasonic-Sportlife (1992) |                        |
| Thierry Laurent                               | 13 de setembre de 1966 | RMO (1992)                 |                        |
| Roland Le Clerc                               | 30 de maig de 1963     | Castorama (1992)           |                        |
| Charly Mottet                                 | 16 de desembre de 1962 | RMO (1992)                 |                        |
| Wilfried Nelissen                             | 5 de maig de 1970      | Panasonic-Sportlife (1992) |                        |
| Dmitri Neliubin                               | 8 de febrer de 1971    |                            |                        |
| Guy Nulens                                    | 27 de octubre de 1957  | Panasonic-Sportlife (1992) |                        |
| Ronan Pensec                                  | 10 de juliol de 1963   | RMO (1992)                 |                        |
| Jo Planckaert                                 | 16 de desembre de 1970 | Panasonic-Sportlife (1992) |                        |
| Marc Sergeant                                 | 16 de agost de 1959    | Panasonic-Sportlife (1992) |                        |
| Gilles Talmant                                | 27 de abril de 1970    |                            |                        |
| Nico Verhoeven                                | 2 de octubre de 1961   | PDM-Ultima-Concorde (1992) |                        |
| Marcel Wüst                                   | 6 de agost de 1967     | RMO (1992)                 |                        |
| Dmitri Jdànov                                 | 14 de octubre de 1969  | Panasonic-Sportlife (1992) |                        |
| Patrick Jonker (1 de set–31 de des, aprenent) | 25 de maig de 1969     |                            |                        |
| Cédric Vasseur (1 de set–31 de des, aprenent) | 18 de agost de 1970    |                            |                        |
|                                               |                        |                            |                        |
| Font: Cycling Archives                        |                        |                            |                        |